# Mordóvskie Dubrovki
Mordóvskie Dubrovki (en rus: Мордовские Дубровки) és un poble de la República de Mordòvia, a Rússia, segons el cens del 2010 tenia 396 habitants, pertany al municipi de Sabantxéievo.